# Kunětická hora
Die Kunětická hora (deutsch Kunietitzer Berg) ist ein markanter Berg von 307 m n.m. in Tschechien. Er liegt sechs Kilometer nordöstlich des Stadtzentrums von Pardubice auf dem Kataster der Gemeinde Ráby im Okres Pardubice und ist die höchste Erhebung der Pardubická kotlina (Pardubitzer Becken).

## Geographie
Die Kunětická hora erhebt sich rechtsseitig der Elbe 82 m aus der Ebene und wird von dem Fluss im Norden, Osten und Süden weiträumig umflossen.  Nach Westen hin schließt sich ein Höhenzug mit dem Kunětický les (Kunietitzer Wald) an. Auf dem Gipfel befindet sich die Burg Kunětická Hora (Kunburg) mit der Burgkapelle der hl. Katharina; westlich verläuft die Ortsverbindungsstraße zwischen Ráby und Němčice. Am Südwesthang liegt das Jagdschlösschen Ráby (Perníková chaloupka); am Nordwesthang in den ehemaligen Švehlovy sady ein zwei Hektar großes Wildgehege mit Auerochsen, Mufflons, Hirschen und Straußen.
Umliegende Orte sind Němčice im Norden, Dražkov im Nordosten, Lukovna im Osten, Kunětice im Südosten, Ráby und Psinek im Südwesten sowie Hradiště na Písku und Srch im Westen.

## Geschichte
Archäologische Funde belegen, dass der Berg bereits während der Jungsteinzeit besiedelt war. Während der Latènezeit wurde Gestein von der Kunětická hora zu Schleifsteinen verarbeitet. Im 9. und 10. Jahrhundert erfolgte die slawische Besiedlung der Gegend.
Nach der Kronyka Czeská des Václav Hájek von Libočan soll Kunak, ein Vetter des Herzogs Křesomysl, mit seiner Frau Zdislawa im Jahre 838 auf der Suche nach einem Platz für einen neuen Herrensitz unterhalb des Berges einen geräumigen Hof angelegt haben. Im Jahr darauf soll er auf dem Berg eine hölzerne Burg Kunakowa Hora errichtet haben. Viele Jahre später entstand bei dem Kunaken-Hof das Dorf Kunaticze, die Leute nannten die Burg danach nach dem Dorf.
Nach weiteren Überlieferungen soll im 13. Jahrhundert auf dem Berg eine Burg des Templerordens gestanden sein, die 1307 bei der Auflösung des Ordens an die Böhmische Kammer gefallen ist. Archäologische Untersuchungen ergaben, dass spätestens seit der
zweiten Hälfte des 14. Jahrhunderts auf dem Berg ein relativ großer Burgkomplex mit zwei Türmen und einem Palas sowie einer ausgedehnten Vorburg bestanden hat. Da aus dieser Zeit nur indirekte Erwähnungen existieren, sind auch die Besitzverhältnisse sowie der Zeitpunkt des Übergangs der verlassenen Burg an das Benediktinerklosters Opatowitz unbekannt.
Urkundliche Nachweise stammen erst aus der ersten Hälfte des 15. Jahrhunderts. Nach dem Ausbruch der Hussitenkriege und der Zerstörung des Klosters Opatowitz im Jahre 1421 machte Diviš Bořek von Miletínek den strategisch wichtigen Berg zu seinem Sitz. Im Jahre 1502 trat Wilhelm von Pernstein der Stadt Königgrätz Teile des Berges zu Steinbruchzwecken ab und erhielt dafür das Dorf Vysoká. 1513 schloss er mit der Stadt einen weiteren Vertrag über die Abtretung von Steinbruchflächen an der Kunětická hora, um ein Grundstück an der Elbe bei Opatovice für die Anlegung des neuen Opatowitzer Kanals zu erwerben, der die Velká Strouha als Wasserzuführung zu seinen Teichen ersetzen sollte. Ab 1560 wurde der Berg königlicher Besitz. Nachdem die Schweden 1645 die Burg während des Dreißigjährigen Krieges ruiniert hatten, wurde sie nicht wiederhergestellt, ab 1681 galt sie als wüst. Auf dem verwitterten Klingsteinboden des sanft abfallenden Südhanges wurde ein weitläufiger Weinberg angelegt, an dessen Stelle zum Ende des 18. Jahrhunderts Obstplantagen entstanden; die letzten alten Weinstöcke wurden im ersten Viertel des 19. Jahrhunderts gerodet. Das alte Presshaus wurde an zwei Emphyteuten des neu gegründeten Dorfes Ráby aufgeteilt. Ende der 1770er Jahre wurde in den Ruinen der Burg die Burgkapelle der hl. Katharina wiederhergestellt. An den übrigen Berghängen befanden sich Kiefernwälder und Steinbrüche der Stadt Königgrätz, der steile Osthang war größtenteils kahl. An der westlichen Bergseite, wo die Steinbrüche bereits erschöpft waren, befand sich die einschichtige Chaluppe des Steinbruchaufsehers. Zu Beginn des 19. Jahrhunderts ließ die k.k. Kameralherrschaft Pardubitz an der Nordseite des Berges eine Kirschplantage mit mehreren Tausend Bäumen anpflanzen. Zunehmend wurde die Kunětická hora wegen ihres weitreichenden Ausblickes über das gesamte Pardubitzer Becken zu einem Ausflugsort. Am 9. Mai 1820 bestieg Kaiser Franz I. in Begleitung seiner Frau Karoline, der Erzherzogin Clementine sowie des Oberstkämmerers Rudolf von Würben, des Obersthofmeisters von Wurmbrand, der Obersthofmeisterin von Lažansky und des Chrudimer Kreishauptmanns den Berg. Am 21. Juli desselben Jahres besuchte der Kronprinz Ferdinand zusammen mit dem Obersthofmeister von Bellegarde und dem Kämmerer von Tige die Ruinen. Zum Gedenken an die beiden hohen Besuche wurde in der Burgkapelle eine Marmortafel angebracht. 1882 ließ der Großindustrielle Richard von Drasche-Wartinberg am Südwesthang des Berges das Jagdschlösschen Ráby errichten. Zu Beginn des 20. Jahrhunderts erfolgte eine Wiederherstellung der Burg. 1983 wurden im Zuge der Restaurierung der Burg umfangreiche archäologische Ausgrabungen vorgenommen.

## Natur
Die Kunětická hora ist einer der am stärksten hervortretenden tertiären vulkanischen Körper der Böhmischen Masse. Der Berg war jedoch zu keiner Zeit ein Vulkan, vielmehr wurden die Mergelkalksedimente aus der Kreidezeit durch glühende Lava zu Porzellanit und geflecktem Spilosit gebrannt. Der eigentliche vulkanische Körper besteht nach neuesten Erkenntnisse aus Phonolith; ursprünglich wurde das Gestein für Basalt, nach späteren Untersuchungen für Nephelinisches Tephrit gehalten. Die ursprüngliche kuppelförmige Gestalt wurde seit dem Mittelalter durch Steinbrüche stark verändert, so dass seine Silhouette heute einer steinernen Burg ähnelt.
Die Berghänge gelten als bedeutende geologische, mineralogische und botanische Lokalität und sind seit 2014 auf einer Fläche von 27,23 ha als Naturdenkmal Kunětická hora unter Schutz gestellt.